# Het Kouter
Het Kouter was een Nederlands literair-religieus tijdschrift, dat tussen 1936 en 1941 verscheen onder redactie van onder meer Willem Banning en Jan Duyvendak. Tot de redacteuren behoorde Robert Baelde. De naam verwijst naar het aan de ploegboom bevestigde verticale mes van een keerploeg.
De ondertitel luidde: onafhankelijk tijdschrift voor religie en cultuur. Het tijdschrift werd uitgegeven door Van Loghum Slaterus' Uitgeversmaatschappij N.V. te Arnhem.